# Бариле
Бариле (итал. Barile) је насеље у Италији у округу Потенца, региону Базиликата.
Према процени из 2011. у насељу је живело 2665 становника. Насеље се налази на надморској висини од 637 м.

## Становништво
| 1931. | 1936. | 1951. | 1961. | 1971. | 1981. | 1991. | 2001. | 2011. |
| ----- | ----- | ----- | ----- | ----- | ----- | ----- | ----- | ----- |
| 3.881 | 4.028 | 4.312 | 4.203 | 3.696 | 3.531 | 3.262 | 3.229 | 2.905 |